# Kanton Chomérac
Kanton Chomérac (fr. Canton de Chomérac) je francouzský kanton v departementu Ardèche v regionu Rhône-Alpes. Skládá se z osmi obcí.

## Obce kantonu
- Baix
- Chomérac
- Le Pouzin
- Rochessauve
- Saint-Bauzile
- Saint-Julien-en-Saint-Alban
- Saint-Lager-Bressac
- Saint-Symphorien-sous-Chomérac